# شورای المپیک مالزی
شورای المپیک مالزی (مالایی: Majlis Olimpik Malaysia) یک سازمان ورزشی است که نماینده کشور مالزی در کمیته بین‌المللی المپیک می‌باشد.
این سازمان که در سال ۱۹۵۳ تأسیس شده مسئول آماده‌سازی و اعزام ورزشکاران به بازی‌های المپیک، بازی‌های المپیک جوانان و بازی‌های آسیایی است.